# 桥街墨头鱼
桥街墨头鱼（学名：Garra qiaojiensis）为輻鰭魚綱鯉形目鲤科墨头鱼属的鱼类。在中国，分布于龙川江、大盈江等。该物种的模式产地在云南桥街。體長可達17.1公分。